# Landkreis Oldenburg
Der Landkreis Oldenburg liegt im westlichen Niedersachsen.

## Geografie

### Lage
Der Landkreis Oldenburg erstreckt sich südlich von Oldenburg und hat annähernd kreisförmige Gestalt im Ausmaß von etwa 35 × 40 km. Der größte Teil des Landkreises liegt in der naturräumlichen Einheit dritter Ordnung mit dem Namen Ems-Hunte-Geest. Er hat Anteile an den naturräumlichen Einheiten vierter Ordnung namens Oldenburger Geest, Hunte-Leda-Moorniederung, Wesermarsch, Thedinghäuser Vorgeest sowie der Syker, Delmenhorster und Cloppenburger Geest. Er repräsentiert damit einen breiten Querschnitt typischer nordwestdeutscher Marsch-, Moor-, Altmoränen- und Auenlandschaften der atlantischen bis subatlantischen Klimazone.
Durch den Landkreis verläuft die Hunte als größerer Nebenfluss der Weser. Das Relief der Landschaft ist eben bis flachwellig mit Geländehöhen zwischen 2 und 55 m über Meeresniveau. Größere Bereiche gehören zum Naturpark Wildeshauser Geest. Bemerkenswert ist u. a. das Naturschutzgebiet Ahlhorner Fischteiche an der Grenze zum Landkreis Cloppenburg: Der größte Karpfenteichkomplex im westlichen Niedersachsen konnte sich dank seiner Einbettung in eine naturnahe Umgebung und der nur extensiven Bewirtschaftung im 20. Jahrhundert zu einem wertvollen Biotop für Amphibien, Wasservögel und seltene, zwergwüchsige Teichbodenpflanzen entwickeln.

### Nachbarkreise
Der Landkreis grenzt im Uhrzeigersinn im Nordwesten beginnend an den Landkreis Ammerland, an die kreisfreie Stadt Oldenburg, an den Landkreis Wesermarsch, an die kreisfreie Stadt Delmenhorst sowie an die Landkreise Diepholz, Vechta und Cloppenburg.

### Naturschutzgebiete
Im Landkreis Oldenburg gibt es 18 Naturschutzgebiete. Das größte Naturschutzgebiet ist der Hasbruch mit einer Fläche von 630 Hektar, das kleinste ist das Hatter Holz mit einer Fläche von 5,3 Hektar.
Siehe auch:
- Liste der Naturschutzgebiete im Landkreis Oldenburg
- Liste der Landschaftsschutzgebiete im Landkreis Oldenburg
- Liste der Naturdenkmale im Landkreis Oldenburg
- Liste der geschützten Landschaftsbestandteile im Landkreis Oldenburg

## Geschichte

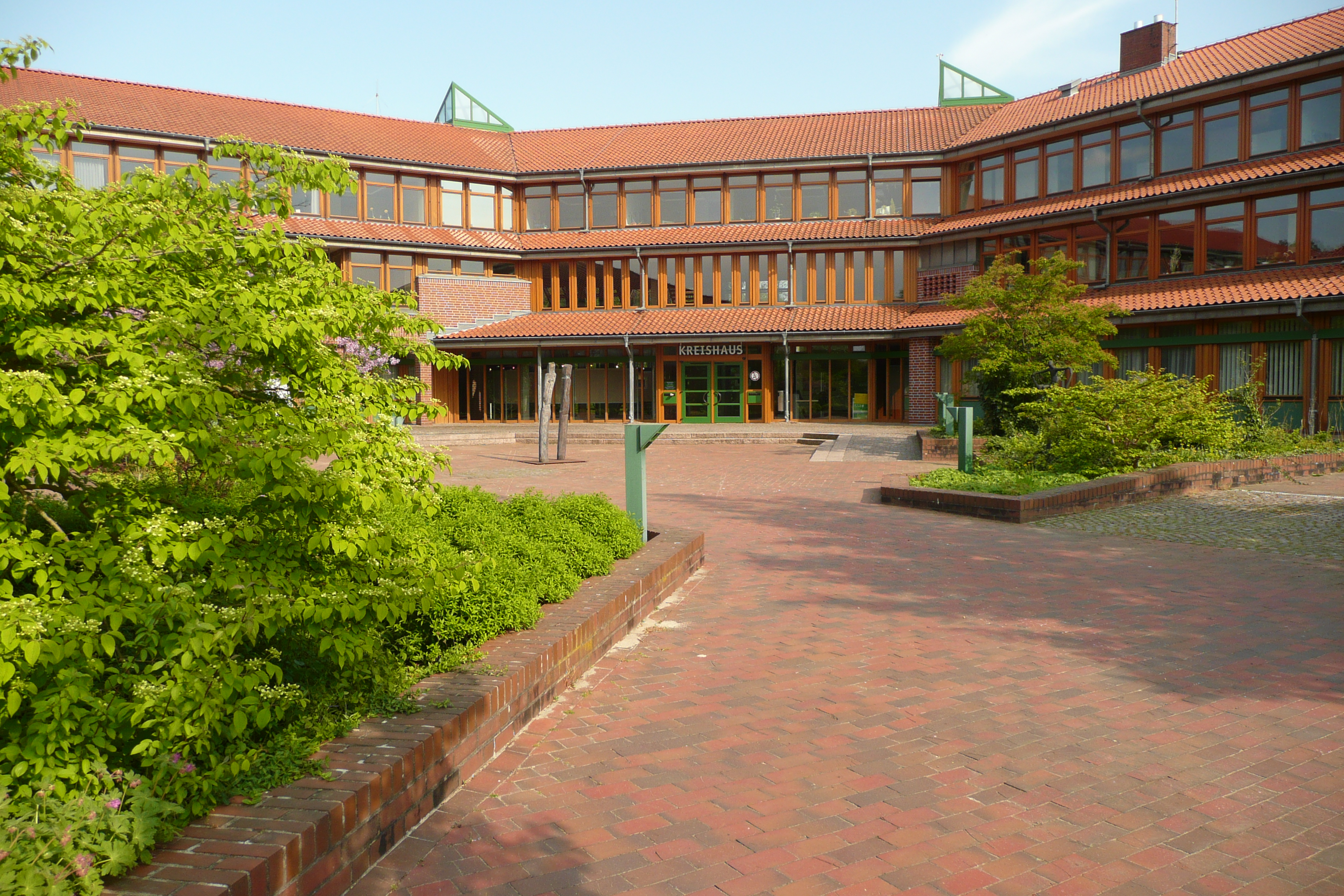
Kreishaus in Wildeshausen

Bereits vor 4000 Jahren war der heutige Landkreis Oldenburg besiedelt. Damals wurden dort Großsteingräber geschaffen, von denen heute noch zirka 20 erhalten sind. Etwa 700 Jahre v. Chr. entstanden ausgedehnte Gräberfelder.
Zur Zeit des Römerreiches besiedelten Chauken (im Norden) und Angrivarier (im mittleren Huntetal) das Gebiet des Landkreises. Am Ende der Völkerwanderungszeit ließen sich an beiden Seiten der Hunte die Sachsen nieder. Das heutige Kreisgebiet erstreckte sich größtenteils über den dichtbesiedelten, durch Hunte und Weser begrenzten Largau im Herzogtum Engern und den westlich der Hunte gelegenen westfälischen Lerigau.
Der nördliche Teil des heutigen Landkreises, in dem die heutigen Gemeinden Ganderkesee, Dötlingen, Hatten, Wardenburg und Hude liegen, gehörte von Anfang an zum Stammgebiet der Grafen von Oldenburg und blieb bis 1946 oldenburgisch. Wildeshausen hingegen wurde zunächst von einer Nebenlinie des Hauses Oldenburg regiert, der Linie Oldenburg-Wildeshausen. Nach deren Aussterben kam Wildeshausen zum Erzbistum Bremen, danach kam die Stadt in den Besitz der Bischöfe von Münster. Durch den Westfälischen Frieden wurde die Stadt 1648 schwedisch.
1700 verpfändete der schwedische König Karl XII. das Amt Wildeshausen an das Kurfürstentum Hannover. 1803 wurden Stadt und Amt Wildeshausen wieder oldenburgisch.
Seit dem 19. Jahrhundert existierten auf dem Gebiet des heutigen Landkreises die drei oldenburgischen Ämter Oldenburg, Delmenhorst und Wildeshausen. Die Stadt Oldenburg war seit 1855 amtsfrei. Die Stadt Delmenhorst schied 1903 aus dem Amt Delmenhorst aus und wurde ebenfalls amtsfrei. Zwischen 1922 und 1933 wurden die drei Gemeinden Osternburg, Eversten und Ohmstede aus dem Amt Oldenburg in die Stadt Oldenburg eingemeindet. 1933 wurde aus dem Amt Wildeshausen, dem größten Teil des Amtes Delmenhorst sowie den Gemeinden Hatten und Wardenburg des alten Amtes Oldenburg ein neues Amt Oldenburg gebildet. Gleichzeitig wurden einige der alten Gemeinden zu neuen Großgemeinden zusammengefasst. Der westliche Teil des Amtes Oldenburg mit den Gemeinden Rastede und Wiefelstede kam zum neuen Amt Ammerland. 1939 wurde aus dem neuen Amt Oldenburg der Landkreis Oldenburg.
Mit der Bildung des Landes Niedersachsen aus dem Land Hannover, dem Freistaat Braunschweig, Schaumburg-Lippe und Oldenburg wurde der Landkreis Oldenburg 1946 zu einem niedersächsischen Landkreis und zu einem Teilgebiet des niedersächsischen Verwaltungsbezirks Oldenburg, der 1978 im Regierungsbezirk Weser-Ems aufging. Dieser wiederum wurde, wie alle Regierungsbezirke in Niedersachsen, im Jahr 2005 aufgelöst.
Die Gebietsreform von 1933 wurde 1948 teilweise wieder rückgängig gemacht. Dabei wurden die Gemeinden Schönemoor sowie Stuhr wieder aus der Gemeinde Hasbergen und die Gemeinde Holle wieder aus der Gemeinde Hude herausgelöst. Holle wurde 1949 in Wüsting umbenannt.
Am 1. Juli 1972 wurden die Gemeinde Schönemoor in die Gemeinde Ganderkesee sowie die Gemeinde Wüsting in die Gemeinde Hude eingegliedert.
Die Gemeinde Stuhr wechselte am 1. März 1974 in den Landkreis Grafschaft Hoya. Gleichzeitig wurde die Gemeinde Hasbergen in die kreisfreie Stadt Delmenhorst eingegliedert.
Seinen heutigen Zuschnitt erhielt der Landkreis Oldenburg am 1. August 1977, als im Rahmen der niedersächsischen Kreisreform die Samtgemeinde Harpstedt mit ihren acht Mitgliedsgemeinden aus dem aufgelösten Landkreis Grafschaft Hoya in den Landkreis eingegliedert wurde.
Die Verwaltung des Landkreises Oldenburg befand sich zunächst in Oldenburg. 1988 zog sie nach Wildeshausen um. Am 1. Juli 1993 änderte sich der Name von Landkreis Oldenburg (Oldenburg) in Landkreis Oldenburg.

### Einwohnerstatistik

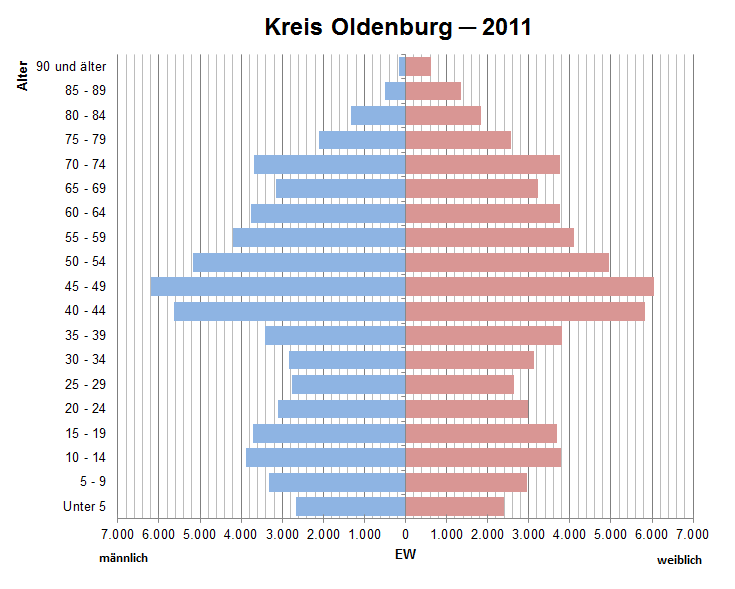
Bevölkerungspyramide für den Kreis Oldenburg (Datenquelle: Zensus 2011.)

| Jahr | Einwohner | Quelle |
| ---- | --------- | ------ |
| 1933 | 41.805    | [ 9 ]  |
| 1939 | 44.821    | [ 9 ]  |
| 1950 | 74.149    | [ 9 ]  |
| 1960 | 72.400    | [ 9 ]  |
| 1970 | 84.700    | [ 10 ] |
| 1980 | 96.900    | [ 11 ] |
| 1990 | 103.509   | [ 12 ] |
| 2000 | 121.017   | [ 12 ] |
| 2010 | 127.282   | [ 12 ] |
| 2020 | 131.467   | [ 12 ] |

### Konfessionsstatistik
Gemäß dem Zensus 2022 waren (2022) 43,2 % der Einwohner evangelisch, 10,9 % katholisch und 45,9 % konfessionslos, gehörten einer anderen Glaubensgemeinschaft an oder machten keine Angabe.

## Politik

### Kreistag
Der Kreistag vom Landkreis Oldenburg besteht aus 50 Abgeordneten. Dies ist die festgelegte Anzahl für einen Landkreis mit einer Einwohnerzahl zwischen 125.001 und 150.000 Einwohnern. Die Abgeordneten werden durch eine Kommunalwahl für jeweils fünf Jahre gewählt. Neben den 50 in der Kreiswahl gewählten Mitgliedern ist außerdem der amtierende Landrat sitz- und stimmberechtigt. 
Die jüngste Wahl zum Kreistag erfolgte am 12. September 2021.
- Linke: 1
- SPD: 13
- Grüne: 9
- UWG: 1
- FW: 1
- FDP: 6
- CDW: 1
- CDU: 16
- AfD: 2

| Parteien und Wählergemeinschaften | Parteien und Wählergemeinschaften                                  | Prozent 2021 | Sitze 2021 | Prozent 2016 | Sitze 2016 | Prozent 2011 | Sitze 2011 | Prozent 2006 | Sitze 2006 | Prozent 2001 | Sitze 2001 |
| --------------------------------- | ------------------------------------------------------------------ | ------------ | ---------- | ------------ | ---------- | ------------ | ---------- | ------------ | ---------- | ------------ | ---------- |
| CDU                               | Christlich Demokratische Union Deutschlands                        | 30,86        | 16         | 30,70        | 15         | 32,35        | 15         | 34,61        | 16         | 37,65        | 18         |
| SPD                               | Sozialdemokratische Partei Deutschlands                            | 25,56        | 13         | 30,52        | 15         | 33,84        | 16         | 38,09        | 18         | 37,92        | 18         |
| GRÜNE                             | Bündnis 90/Die Grünen                                              | 18,27        | 9          | 12,01        | 6          | 16,43        | 7          | 7,26         | 3          | 6,39         | 3          |
| FDP                               | Freie Demokratische Partei                                         | 11,17        | 6          | 9,81         | 5          | 8,66         | 4          | 15,13        | 7          | 14,25        | 6          |
| AfD                               | Alternative für Deutschland                                        | 4,66         | 2          | 7,84         | 4          | n.k.         | 0          | n.k.         | 0          | n.k.         | 0          |
| DIE LINKE.                        | Die Linke                                                          | 2,71         | 1          | 2,76         | 2          | 2,18         | 1          | n.k.         | 0          | n.k.         | 0          |
| FREIE WÄHLER                      | Freie Wähler                                                       | 2,60         | 1          | 1,94         | 1          | 3,91         | 1          | n.k.         | 0          | n.k.         | 0          |
| UWG                               | Unabhängige Wählergemeinschaft Landkreis Oldenburg                 | 2,36         | 1          | 3,96         | 2          | 2,59         | 1          | 1,84         | 1          | n.k.         | 0          |
| CDW                               | Christlich-Demokratische Wählergemeinschaft im Landkreis Oldenburg | 1,75         | 1          | n.k.         | 0          | n.k.         | 0          | n.k.         | 0          | n.k.         | 0          |
| PIRATEN                           | Piratenpartei Deutschland                                          | n.k.         | 0          | 0,43         | 0          | n.k.         | 0          | n.k.         | 0          | n.k.         | 0          |
| UWG                               | Unabhängige Wählergemeinschaft                                     | n.k.         | 0          | n.k.         | 0          | n.k.         | 0          | 1,87         | 1          | n.k.         | 0          |
| UWG-Gdk                           | Unabhängige Wählergemeinschaft – Gdk                               | n.k.         | 0          | n.k.         | 0          | n.k.         | 1          | n.k.         | 0          | 1,03         | 1          |
| Gesamt                            | Gesamt                                                             | 100          | 50         | 100          | 50         | 100          | 46         | 100          | 46         | 100          | 46         |
| Wahlbeteiligung in Prozent        | Wahlbeteiligung in Prozent                                         | 59,5         | 59,5       | 56,8         | 56,8       | 54,9         | 54,9       | 56,1         | 56,1       | 54,3         | 54,3       |

### Landrat
Landrat des Landkreises Oldenburg ist Christian Pundt (parteilos). Der letzte Landrat wurde im Rahmen der Kommunalwahlen 2021 am 12. September 2021 gewählt. Bei einer Wahlbeteiligung von 59,43 Prozent konnte sich Pundt mit 63,39 Prozent gegen seine Kontrahentin Sabine Drees (parteilos) durchsetzen.

### Wappen, Flagge und Dienstsiegel
Wappen
Das Oldenburgische Staatsministerium verlieh dem Landkreis Oldenburg am 25. April 1934 das nachstehend beschriebene Wappen. Seit 1976 hatte der Landkreis wegen der Tradition das Wappen des damals mit Niedersachsen vereinigten Freistaats Oldenburg fortgeführt. Zusammen mit der Hauptsatzung genehmigte der Präsident des Verwaltungsbezirks Oldenburg 1965 das zuvor 1934 verliehene Wappen.
Wappenbeschreibung
„Geteilt und oben von Gold und Blau gespalten; vorne zwei rote Balken, hinten ein eingekerbtes goldenes Steckkreuz, unten in Gold drei, zwei zu eins gestellte rote heraldische Rosen mit goldenen Butzen und grünen Kelchblättern.“
Das Wappen des Landkreises Oldenburg zeigt oben rechts die „ammerländischen Balken“ und oben links das „Delmenhorster Kreuz“. Im unteren Teil sind die Rosen der Wildeshausener Linie der Grafen von Oldenburg zu sehen.
Flagge
„Die Flagge des Landkreises zeigt die Farben blau und rot; sie enthält das vorstehende Wappen.“
Dienstsiegel
Das Dienstsiegel enthält das Wappen und die Umschrift „Landkreis Oldenburg“.

### Kommunale Partnerschaften
- 1972 übernahm der Landkreis Oldenburg eine Patenschaft für die in der Bundesrepublik lebenden früheren Einwohner des Kreises Neumark in Westpreußen. Aus dieser Patenschaft entwickelte sich eine kommunale Partnerschaft mit dem Landkreis Nowomiejski in Polen.
- Der Landkreis ist im Kommunalverbund Niedersachsen/Bremen vertreten.

### Institutionen
- Oldenburgische Landschaft, eingetragene Körperschaft des öffentlichen Rechts zur Pflege und Förderung kultureller Belange.

## Wirtschaft und Verkehr

### Wirtschaft
Im Zukunftsatlas 2016 belegte der Landkreis Oldenburg Platz 207 von 402 Landkreisen, Kommunalverbänden und kreisfreien Städten in Deutschland und zählt damit zu den Regionen mit „ausgeglichenem Chancen-Risiko Mix“ für die Zukunft.
Das Unternehmen ExxonMobil betreibt in der Gemeinde Großenkneten eine der weltgrößten Erdgasaufbereitungsanlagen. Außerdem werden in der Gemeinde Dötlingen große Mengen Erdgas in Untergrundspeichern (Porenspeicher) gelagert.
Die Unternehmensgruppe Stöver Agarfrost in Aldrup (Wildeshausen) fabriziert Kartoffelprodukte unterschiedlichster Sorten (Pommes frites, Kartoffelpuffer, Kartoffelchips etc.) und beliefert damit unter anderem die Restaurantkette McDonald’s.
Die Firma Atlas Terex (vormals Atlas Weyhausen) in Ganderkesee ist einer der größten Baggerhersteller Deutschlands.
Auch das Logistikunternehmen Hüffermann ist Hauptsitz in Wildeshausen angesiedelt.

### Verkehr
Straßenverkehr
Der Landkreis wird von drei Autobahnen erschlossen, der A 1 im Südosten (Gemeinden Harpstedt und Dötlingen, Stadt Wildeshausen), der A 28 im Norden (Gemeinden Hude, Hatten und Ganderkesee) und der A 29 im Westen (Gemeinden Großenkneten, Hatten und Wardenburg). Alle drei Autobahnen sind untereinander verbunden (A1/A29 am Ahlhorner Dreieck, A28/A29 am Oldenburger Ostkreuz und A1/A28 am Delmenhorster Dreieck), so dass die sie einen vollständigen Ring um den Landkreis Oldenburg herum bilden.
Weitere Fernverkehrsstraßen sind die Bundesstraßen B 212, die vom Nordosten des Landkreises Oldenburg in die Wesermarsch führt, und die B 213, die vom Süden des Landkreises in den Landkreis Cloppenburg führt.
Von nur noch historischer Bedeutung sind die Bundesstraßen B 69 und B 75, die nach dem Bau der Autobahnen A 28 und A 29 zu Landesstraßen herabgestuft worden sind. Gleiches widerfuhr der B 213 in ihrem früheren weiteren Verlauf von Wildeshausen nach Delmenhorst, die von der A 1 als Fernverkehrsstraße ersetzt worden ist, gleichwohl aber als Umleitungsstrecke bei Staus auf der A 1 wertgeschätzt wird, da es auf dieser Strecke nur relativ geringe Zeitverluste gibt.
Schienenverkehr
Im Landkreis Oldenburg begann der Eisenbahnverkehr mit der Strecke Bremen–Delmenhorst–Oldenburg der Oldenburgischen Staatsbahn im Jahre 1867, zwei Jahre später folgte die Bahnstrecke Oldenburg–Leer. In Hude zweigt seit 1873 die Bahnstrecke nach Brake ab, die 1875 nach Nordenham verlängert wurde.
Ebenfalls im Jahre 1867 entstand die Bahnstrecke Wilhelmshaven–Oldenburg durch die Preußische Staatsbahn.
Wieder von der Oldenburgischen Staatsbahn wurde 1875 die Strecke Oldenburg–Cloppenburg–Osnabrück eröffnet; von ihr zweigte in Ahlhorn 1885 die Verbindung nach Vechta ab. Die Nebenbahn Oldenburg–Brake wurde 1896 in Betrieb genommen.
Von Delmenhorst wurde 1898 eine Strecke über Vechta nach Osnabrück geführt und im Jahre 1922 unter der Regie der Deutschen Reichsbahn eine Stichbahn nach Lemwerder.
1912 wurde die Kleinbahn Delmenhorst–Harpstedt eröffnet (Delmenhorst-Harpstedter Eisenbahn GmbH / DHE).
Das Schienennetz umfasste bis 1952 148 Kilometer Länge. Davon wurde auf 36 Kilometer der öffentliche Personenverkehr eingestellt:
- 1952: Ahlhorn–Schneiderkrug 5 Kilometer
- 1961: Oldenburg Hbf–OL-Ohmstede–OL-Etzhorn–Brake 7 Kilometer
- 1962: Delmenhorst–Deichhausen–Lemwerder 8 Kilometer
- 1967: Delmenhorst DHE–Kirchseelte–Harpstedt 16 Kilometer

Auf der Strecke der Delmenhorst-Harpstedter Eisenbahn GmbH von Delmenhorst nach Harpstedt betreiben die Delmenhorst-Harpstedter Eisenbahnfreunde einen Museums-Eisenbahnverkehr.

## Kultur und Sehenswürdigkeiten

### Jüdische Friedhöfe
In Stadt und Landkreis Oldenburg gibt es drei Jüdische Friedhöfe: in Harpstedt, Oldenburg und Wildeshausen. Es sind schützenswerte Kulturdenkmäler – steinerne Zeugen für ehemals existierende jüdische Gemeinden und eines regen jüdischen Gemeindelebens bis in die 1930er Jahre. Die Friedhöfe sind meist schlecht aufzufinden, zumal sie sich vorwiegend am Rande der Gemeinden befinden.

### Naturpark Wildeshauser Geest
Der größte Teil des Naturparks Wildeshauser Geest liegt im Landkreis Oldenburg, von dem wiederum ein Großteil in dem Naturpark liegt. Besonders sehenswert sind die Großsteingräber rund um Wildeshausen, die durch die Straße der Megalithkultur miteinander verbunden sind.

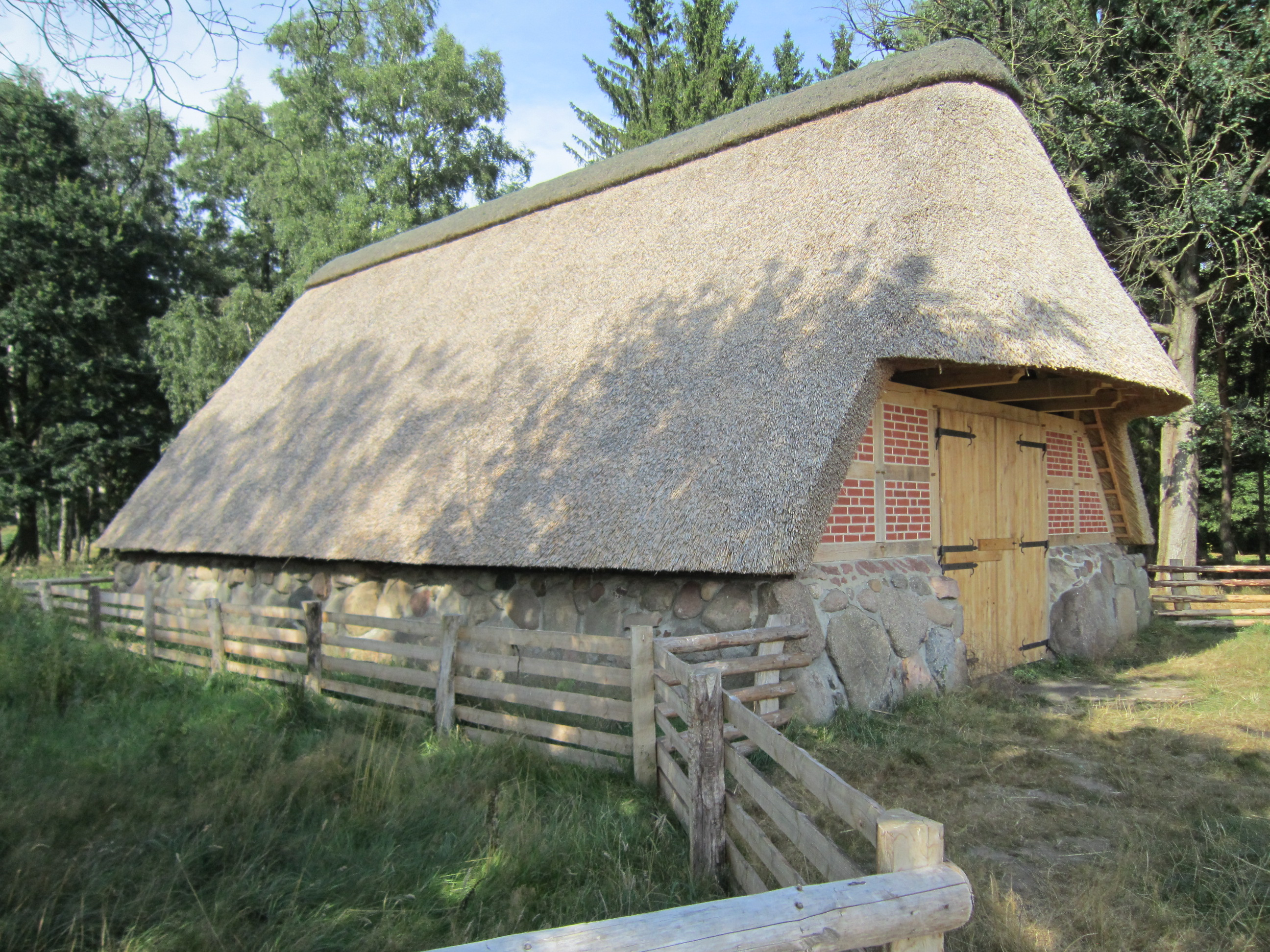
Schafkoben am Nordrand des Pestruper Gräberfelds bei Wildeshausen
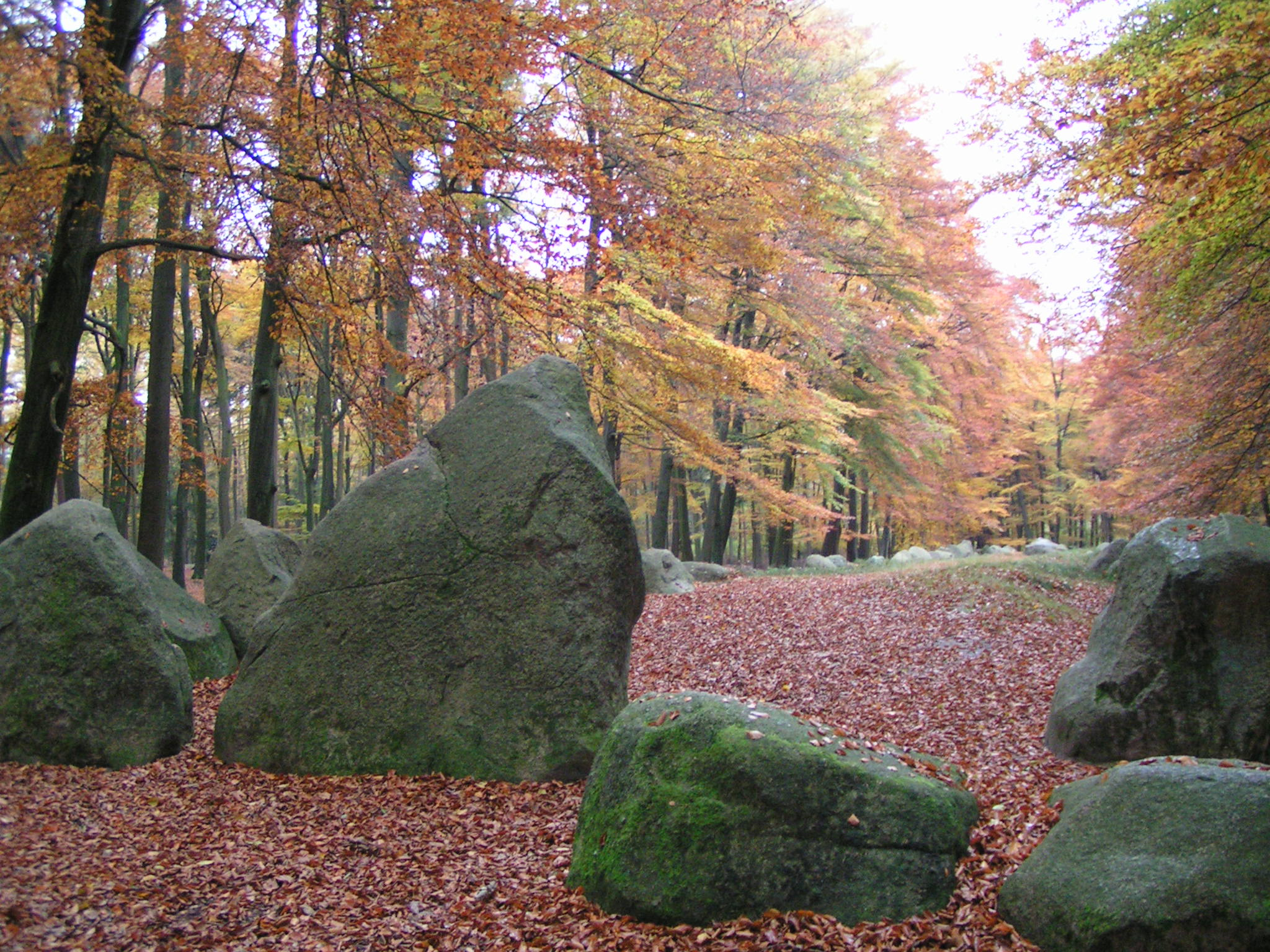
Großsteingrab Visbeker Bräutigam bei Ahlhorn
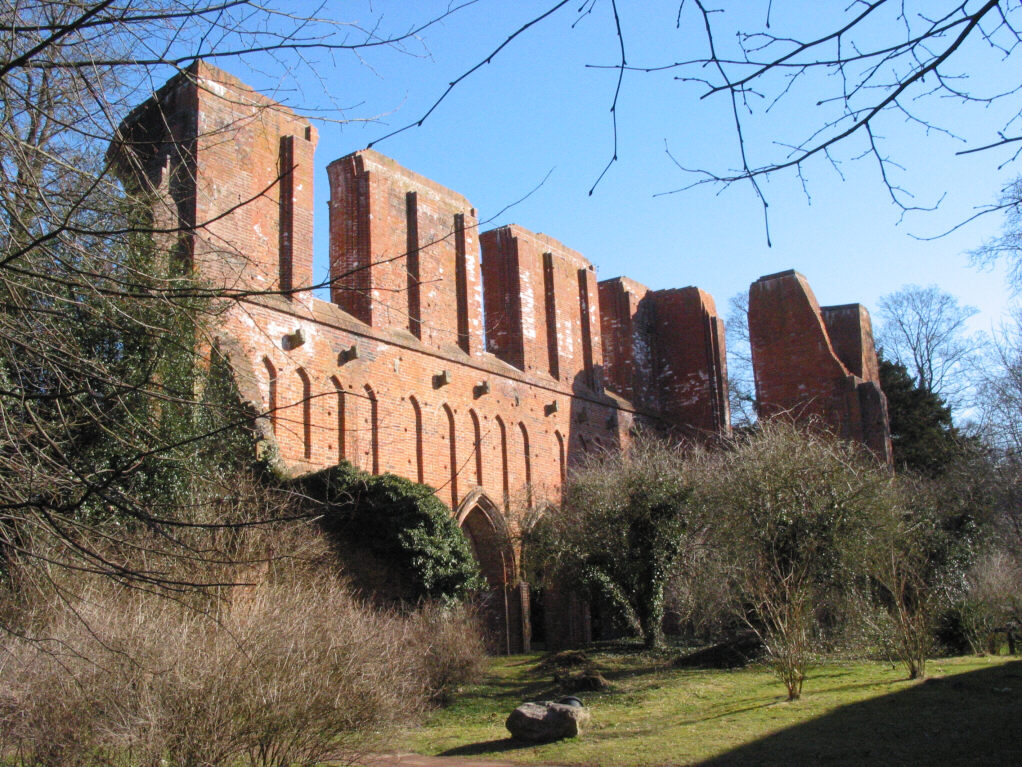
Klosterruine Hude
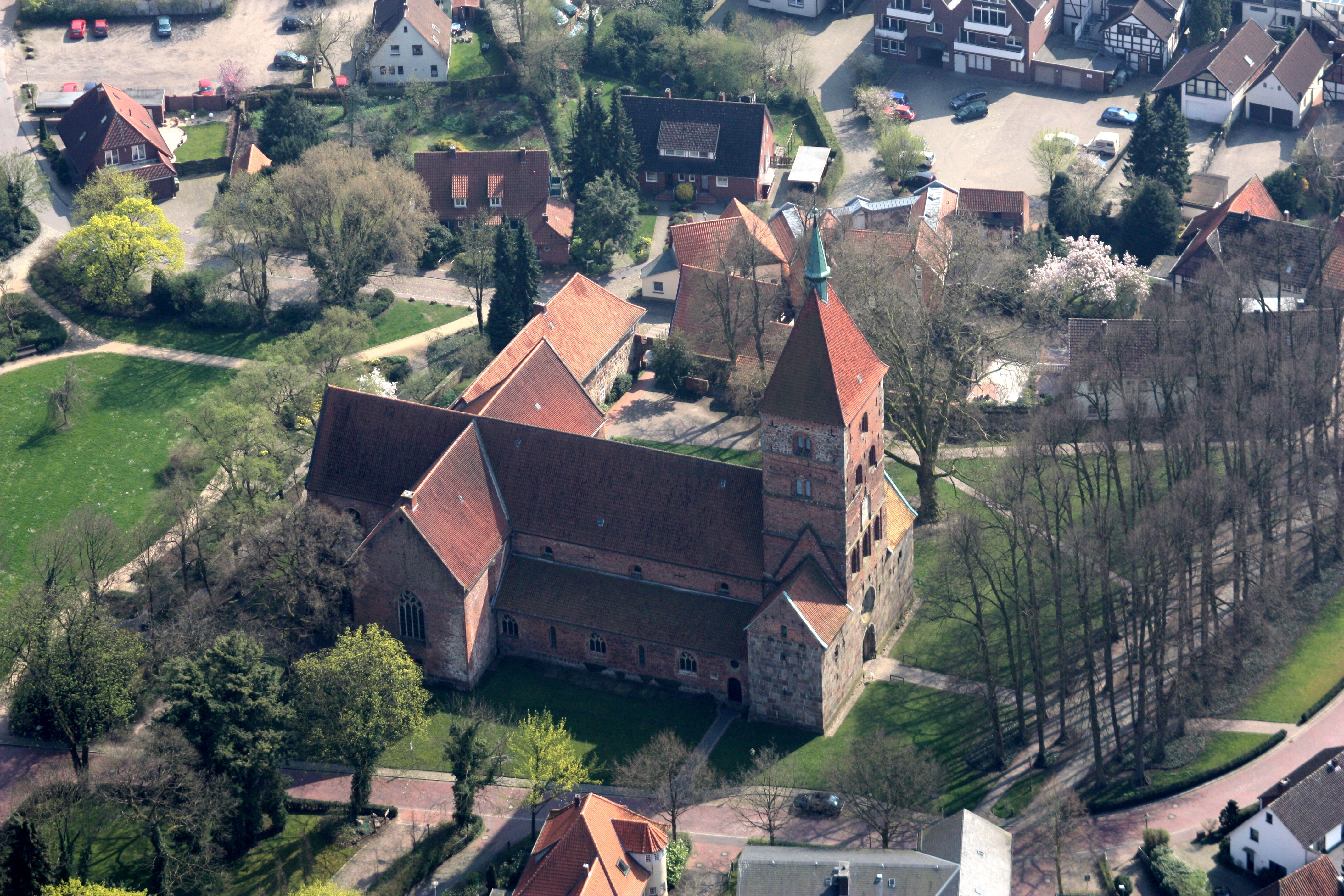
Alexanderkirche Wildeshausen
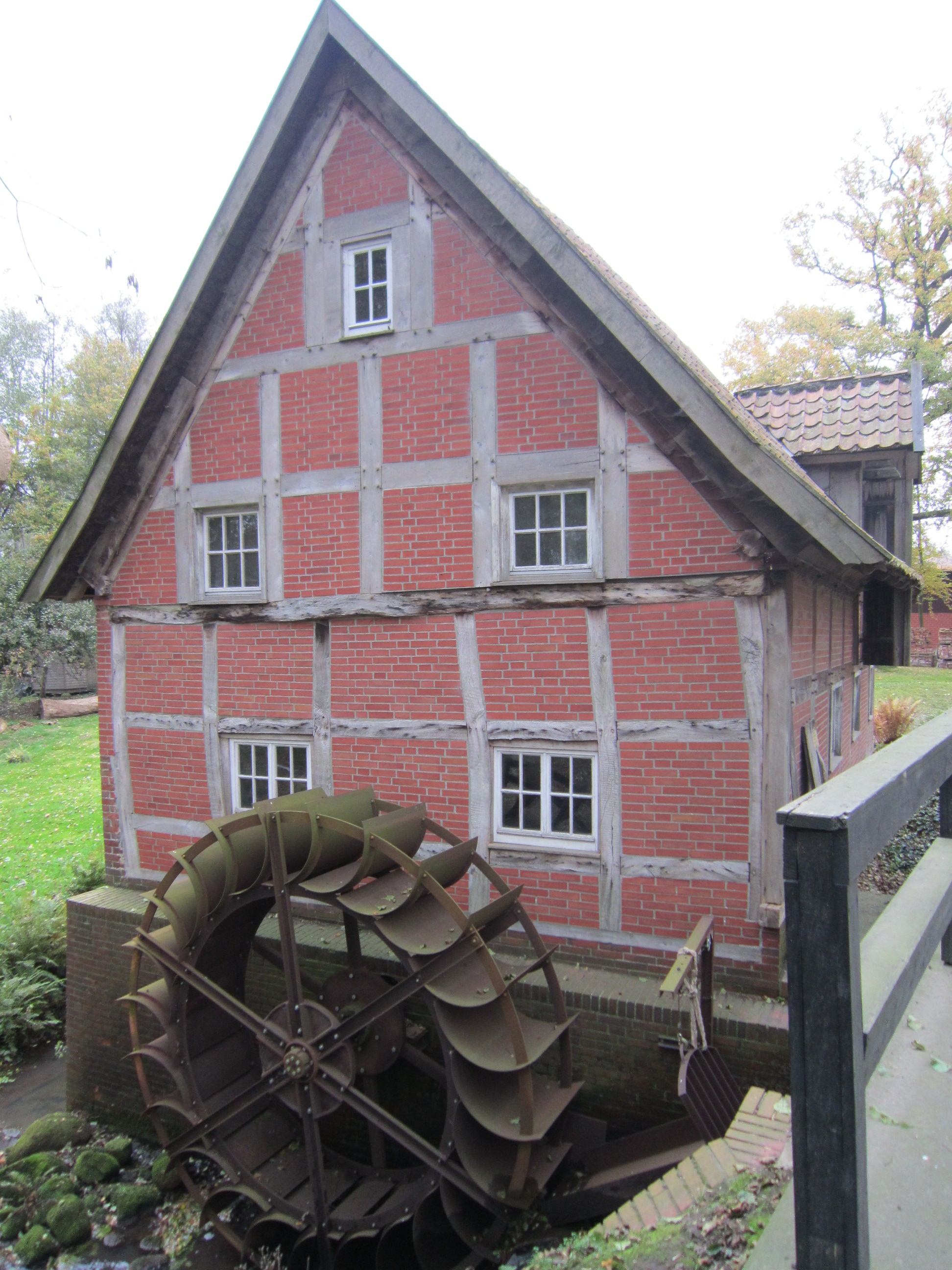
Heinefelder Wassermühle (Wildeshausen)
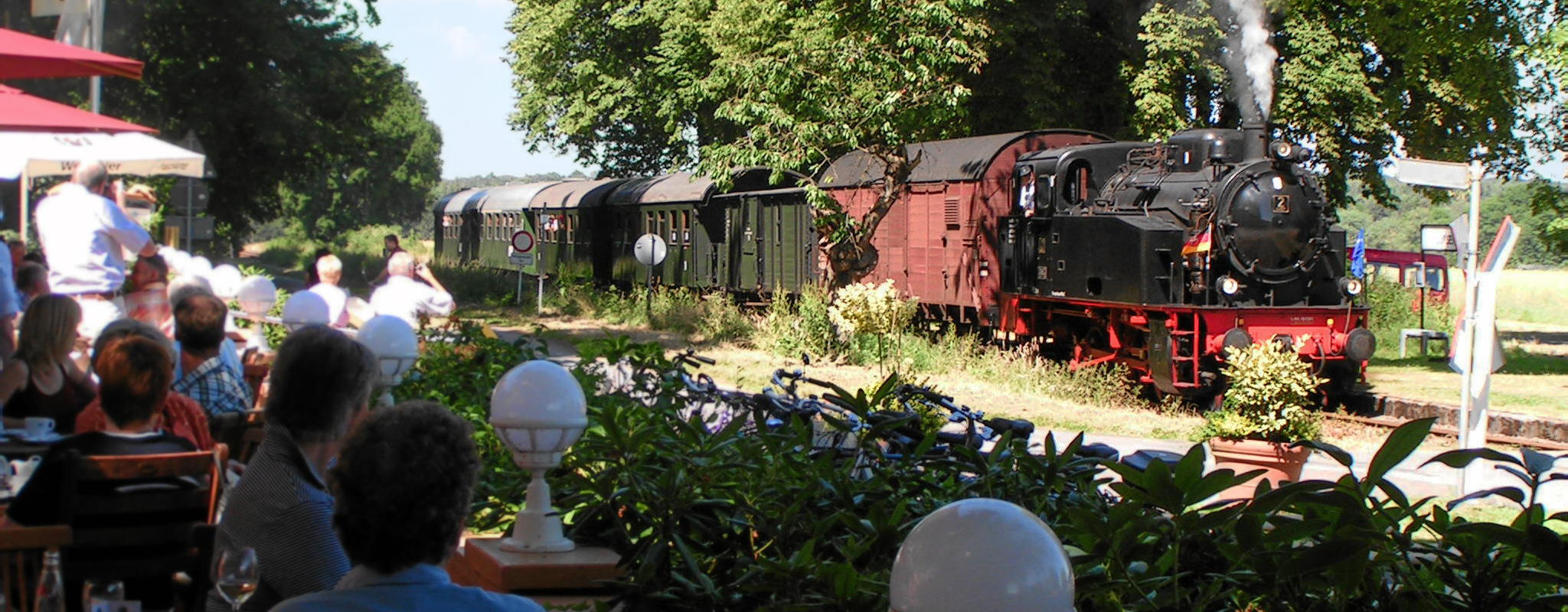
Museumseisenbahn Jan Harpstedt in Dünsen

## Gemeinden
In Klammern die Einwohnerzahl am 31. Dezember 2024.
Einheitsgemeinden
| 1. Dötlingen [Sitz: Neerstedt] (6155) 2. Ganderkesee, selbständige Gemeinde (31.494) 3. Großenkneten (15.613) 4. Hatten [Sitz: Kirchhatten] (14.250) 5. Hude (15.994) 6. Wardenburg (16.484) 7. Wildeshausen, Kreisstadt (21.155) | Samtgemeinde mit ihren Mitgliedsgemeinden: * Sitz der Samtgemeindeverwaltung - Samtgemeinde Harpstedt (10.863) 1. Beckeln (776) 2. Colnrade (785) 3. Dünsen (1202) 4. Groß Ippener (1046) 5. Harpstedt, Flecken * (4733) 6. Kirchseelte (1176) 7. Prinzhöfte (621) 8. Winkelsett (524) |

## Kfz-Kennzeichen
Am 1. Juli 1956 wurde dem Landkreis bei der Einführung der bis heute gültigen Kfz-Kennzeichen das Unterscheidungszeichen OL zugewiesen. Es wird durchgängig bis heute ausgegeben.